# Microrégion d'Itapecerica da Serra
La microrégion d'Itapecerica da Serra est l'une des sept microrégions qui subdivisent la mésorégion métropolitaine de São Paulo de l'État de São Paulo au Brésil.
Elle comporte 8 municipalités qui regroupaient 977 388 habitants en 2006 pour une superficie totale de 1 463 km².

## Municipalités[1]
- Cotia
- Embu
- Embu-Guaçu
- Itapecerica da Serra
- Juquitiba
- São Lourenço da Serra
- Taboão da Serra
- Vargem Grande Paulista